# Bibliographie sur les psychotropes
Cette bibliographie sur les psychotropes propose une liste non exhaustive de livres sur les psychotropes.

## Généralités

### Publications en série d'ordre général
- ASUD-Journal, Association ASUD, 1991–2021 (présentation en ligne)bimensuel français d'auto-support et de prévention pour les usagers de drogue

### Recueils généraux
- Amine Benyamina, Le cannabis et les autres drogues, Paris, Solar, 2005, 197 p. (ISBN 2-263-03904-X)
- Michèle Bilimoff, Enquête sur les plantes magiques, Rennes, Ouest-France, coll. « Mémoires », 2003, 127 p. (ISBN 2-7373-3109-9)
- Collectif FTP, Petit dico des drogues, Paris, édition L'esprit frappeur, 1997, 105 p. (ISBN 2-84405-002-6)
- David-T Courtwright (auteur), Catherine Ferland (traduction), De passion à poison : Les drogues et la construction du monde moderne, PU Laval, coll. « Paradis artificiels », 19 juin 2008, 320 p. (ISBN 978-2-7637-8572-1)
- Michèle Diaz et Marc-Eden Afework, La Drogue, Paris, Hachette, coll. « qui, quand, où ? », 1995, 79 p. (ISBN 2-01-291469-1)
- Drogues, savoir plus risquer moins : drogues et dépendances, le livre d'information, ce qu'il faut savoir, Paris, Comité français d'éducation pour la santé et de la Mildt, juillet 2000, 146 p. (ISBN 978-2-908444-65-0 et 2-908444-65-8, lire en ligne)
- OFDT, Drogues et dépendances, données essentielles, Paris, La découverte, 2005, 202 p. (ISBN 2-7071-4536-X)
- Cécile Olivy et Pierre Jeanjot, Drogues, musique et cinéma, 2003 (lire en ligne)
- Jean-Marie Pelt, Drogues et plantes magiques, Poitiers, Fayard, 2000, 336 p. (ISBN 2-213-01237-7)
- Denis Richard, Jean-Louis Senon et Marc Valleur, Dictionnaire des drogues et des dépendances, Paris, Larousse, 2004, 626 p. (ISBN 2-03-505431-1)
- Imaine Sahed, Antony Chaufton (dir.), Psychotropes, prévention et réduction des risques, Paris, ISTE, 2018, 152 p.
- Yasmina Salmandjee, Les drogues, Tout savoir sur leurs effets, leurs risques et la législation, Paris, Eyrolles, coll. « Eyrolles Pratique », 2003, 223 p. (ISBN 2-7081-3532-5)

## Hallucinogènes
- Antonio Escohotado (trad. de l'espagnol), Histoire générale des drogues : Tome 1, Barcelone, édition L'esprit frappeur, 2003, 538 p. (ISBN 2-84405-203-7)
- Richard Evans Schultes (trad. de l'anglais), Un panorama des hallucinogènes du nouveau monde, Paris, édition L'esprit frappeur, 2000, 116 p. (ISBN 2-84405-098-0)
- Peter T. Furst (trad. de l'anglais), Introduction à la chair des dieux, Paris, édition L'esprit frappeur, 2000, 28 p. (ISBN 2-84405-097-2)
- Michael J. Harner (dir.) (trad. de l'anglais), Hallucinogènes et chamanisme, Dijon, georg Éditeur, coll. « Terra magna », 1997, 223 p. (ISBN 2-8257-0582-9)
- Weston La Barre (trad. de l'anglais), Les plantes psychédéliques et les origines chamaniques de la religion, Paris, édition L'esprit frappeur, 2000, 44 p. (ISBN 2-84405-105-7)

## Témoignages
Par ordre alphabétique
- M. Aguéev, Roman avec cocaïne, trad. du russe par Lydia Chweitzer, préf. Lydia Chweitzer, Paris, Éditions Belfond, coll. « 10/18 » (no 2959), 2014 (1re éd. 1983), 232 p.  (ISBN 978-2264027313)

- Antonin Artaud, Les Tarahumaras, La Flêche, Gallimard, coll. « folio essais », 1999, 184 p. (ISBN 2-07-032402-8)

- Honoré de Balzac, Traité des excitants modernes, Paris, Gallimard, coll. « la pléiade », 1991, 1984 p. (ISBN 2-07-010877-5)

- Charles Baudelaire, Les Paradis artificiels, Paris, Gallimard, coll. « Folio », 1977

- Carlos Castaneda (trad. de l'anglais), L'Herbe du diable et la petite fumée : une voie yaqui de la connaissance, Paris, UGE, 1968, 259 p. (ISBN 2-264-00725-7)

- Jean Cocteau, Opium : journal d'une désintoxication, Saint-Amand-Montrond, Stock, 1999, 270 p. (ISBN 2-234-05137-1)

- Charles Duchaussois, Flash ou le Grand Voyage, LGF - Livre de Poche, coll. « Livre de Poche », 1974, 477 p. (ISBN 978-2-253-00014-3)

- Charles Duits, Le Pays de l'éclairement, Paris, Denoël, Paris ; rééd. L'Isle-sur-la-Sorgue, Le bois d'Orion, 1994  (ISBN 9782909201054)

- Théophile Gautier, Le club des Hachichins, suivi de La pipe d'opium, Paris, édition L'esprit frappeur, 1998, 79 p. (ISBN 2-84405-005-0)

- Kai Hermann et Horst Rieck (trad. de l'allemand), Moi, Christiane F., 13 ans, droguée, prostituée..., Paris, Gallimard, coll. « Folio », 1983, 341 p. (ISBN 2-07-037443-2)

- Albert Hofmann (trad. de l'allemand), LSD mon enfant terrible, Paris, édition L'esprit frappeur, 2003, 243 p. (ISBN 2-84405-196-0)

- (en) Fitz Hugh Ludlow (en), Le Mangeur de haschisch, 1857 (ISBN 1-4348-0986-2)

- Aldous Huxley (trad. de l'anglais), Les Portes de la perception, La Flêche, Éditions du Rocher, coll. « Domaine étranger », 1999, 319 p. (ISBN 2-264-00125-9)

- Ernst Jünger (trad. de l'allemand), Approches, drogues et ivresse, La Flêche, Gallimard, coll. « folio essais », 1991, 570 p. (ISBN 2-07-032638-1)

- Henri Michaux, Misérable miracle : la mescaline, Monaco, Éditions du Rocher, 1956, 195 p. (ISBN 2-07-032608-X)

- Henry de Monfreid, La Croisière du hachich, Mesnil-sur-l'Estrée, Grasset, coll. « Lectures et aventures », 1994, 237 p. (ISBN 2-246-02704-7)

- Thomas de Quincey, Les Confessions d'un mangeur d'opium anglais, trad. de l'anglais par Pierre Leyris, Paris, Gallimard, coll. « L'Imaginaire », 1990

- Hunter S. Thompson, Las Vegas parano, La Flèche, 10/18, coll. « domaine étranger », 2005, 208 p. (ISBN 2-264-02805-X)

- Anonyme (trad. France-Marie Watkins), L'Herbe bleue : Journal d'une jeune fille de 15 ans, Paris, Pocker Jeunesse, coll. « Pocket Junior », 2003, 208 p. (ISBN 978-2-266-12867-4)

- Tom Wolfe (trad. de l'anglais), Acid test, Paris, Seuil, coll. « Points », 1996, 408 p. (ISBN 2-02-030649-2)

## Fictions
- René Barjavel, Les Chemins de Katmandou, Pocket, coll. « Pocket », 1er mars 2002, 374 p. (ISBN 978-2-266-15409-3)
- Vladimir Bartol (trad. du slovène), Alamut, Lonrai, Phébus, coll. « libretto », 1998, 582 p. (ISBN 2-85940-518-6)
- Mikhaïl Boulgakov, Morphine
- T. C. Boyle, La belle affaire, Lonrai, Phébus, coll. « libretto », 2002, 454 p.
- William Burroughs, Le Festin nu
- Philip K. Dick, Substance Mort, Gallimard, coll. « Folio SF »
- Edgar Smadja, Fais tourner !, Julliard, 2001, 231 p.
- Émile Zola, L'Assommoir

## Bandes dessinées
- Charles Saucisse, Marre de la Drogue, 2005 (lire en ligne)
- Gilbert Shelton et Dave Sheridan, Les Fabuleux Freak Brothers, intégrale (tomes 1-9), Tête-Rock Underground, coll. « Les stups », 1992-2006, 40 p. (ISBN 978-2-9506826-0-4)
- (en) Susan W. Wells et Scott Bieser, A Drug War Carol, BigHead Press, septembre 2003, 64 p. (ISBN 978-0-9743814-0-4, lire en ligne)

## Histoire
- Healy, David. 2002. The Creation of Psychopharmacology. Cambridge  MA: Harvard University Press.
- Lakoff, Andrew. 2008. La raison pharmaceutique. Paris: Les Empêcheurs de penser en rond.
- Lefour Julien. 2006. La culture du cannabis en France in ALCOOLOGIE ET ADDICTOLOGIE vol.28, no 2, p. 149-154.
- Missa, Jean-Noël. 2006. Naissance de la psychiatrie biologique: Histoire des traitements des maladies mentales au XXe siècle. Paris: Presses Universitaires de France.